# Автошлях Т 1824
Автошля́х Т 1824 — автомобільний шлях територіального значення у Рівненській області. Пролягає територією Корецького району через Дерманку — Корець до перетину з М06. Загальна довжина — 31,1 км.

## Маршрут
Автошлях проходить через такі населені пункти:
| Автошлях Т 1824    |        |
| Рівненська область |        |
| Корецький район    |        |
| Дерманка           |        |
| Устя               |        |
| Франкопіль         |        |
| Сторожів           |        |
| Весняне            |        |
| Голичівка          |        |
| Морозівка          |        |
| Корець             |        |
|                    | E40М06 |